# Eriastichus
Eriastichus (лат.) — род мелких хальциноидных наездников из подсемейства Tetrastichinae (Eulophidae). Встречаются в Новом Свете.

## Описание
Мелкие наездники-эвлофиды, длина 1—2 мм. Тело покрыто многочисленными тонкими короткими волосками: голова (включая глаза), переднеспинка, мезоскутум, тазики и боковые части проподеума (кроме голой средней части — волосистая только у E. masneri La Salle). Скуловая борозда изогнута; основание скапуса косое; членики F1 — F4 жгутика антенн самцов с разбросанными щетинками разной длины (без компактного оборота длинных щетинок, прикрепленных близко к основанию — признак, присутствующий во многих группах Tetrastichinae); мезоскутеллюм поперечный; дорселлум крупный, плоский или слегка выпуклый и гладкий; переднее крыло с постмаргинальной жилкой в 0,3-0,7 раза больше длины удлиненной и тонкой стигмальной жилки, крыловой диск сильно щетинистый, включая основание (то есть без зеркальца) и вентральную поверхность реберной клетки, крылья равномерно, но слабо затемнённые, у некоторых видов гиалиновые; брюшко с раздутой плевральной мембраной между Gt1-4 и Gs1-4 (тергиты и стерниты, соответственно); у обоих полов пучок светлых и уплощенных щетинок сбоку на Gt3-6, хотя у большинства видов пучки есть только на Gt6.  Биология неизвестна. Предположительно, как и другие близкие группы паразитируют на насекомых.

## Классификация
Более 50 видов. Род Eriastichus был впервые описан в 1994 году австралийским гименоптерологом John La Salle (1951—2018).
- Eriastichus acribis Hansson, 2021
- Eriastichus aphritis Hansson, 2021
- Eriastichus cigdemae LaSalle, 1994typus[1]
- Eriastichus cluridis Hansson, 2021
- Eriastichus coelotis Hansson, 2021
- Eriastichus colenis Hansson, 2021
- Eriastichus copalensis Hansson, 2021
- Eriastichus daptilis Hansson, 2021
- Eriastichus decoris Hansson, 2021
- Eriastichus denotatis Hansson, 2021
- Eriastichus derilis Hansson, 2021
- Eriastichus diadrys Hansson, 2021
- Eriastichus dotaensis Hansson, 2021
- Eriastichus drupis Hansson, 2021
- Eriastichus ebulis Hansson, 2021
- Eriastichus egrestis Hansson, 2021
- Eriastichus eleagnis Hansson, 2021
- Eriastichus ellipsis Hansson, 2021
- Eriastichus eminis Hansson, 2021
- Eriastichus facilis Hansson, 2021
- Eriastichus fenestris Hansson, 2021
- Eriastichus follis Hansson, 2021
- Eriastichus galeatis Hansson, 2021
- Eriastichus geratis Hansson, 2021
- Eriastichus glanis Hansson, 2021
- Eriastichus hilaris Hansson, 2021
- Eriastichus johnlasallei Hansson, 2021
- Eriastichus johnnoyesi Hansson, 2021
- Eriastichus maniatis Hansson, 2021
- Eriastichus masneri LaSalle, 1994[1]
- Eriastichus nakos LaSalle, 1994[1]
- Eriastichus nebulis Hansson, 2021
- Eriastichus neonis Hansson, 2021
- Eriastichus nexilis Hansson, 2021
- Eriastichus novalis Hansson, 2021
- Eriastichus nugalis Hansson, 2021
- Eriastichus oasis Hansson, 2021
- Eriastichus ononis Hansson, 2021
- Eriastichus orestis Hansson, 2021
- Eriastichus pallidops Hansson, 2021
- Eriastichus parabilis Hansson, 2021
- Eriastichus renodis Hansson, 2021
- Eriastichus rivalis Hansson, 2021
- Eriastichus sannionis Hansson, 2021
- Eriastichus scalaris Hansson, 2021
- Eriastichus sodalis Hansson, 2021
- Eriastichus taraxis Hansson, 2021
- Eriastichus tendrilis Hansson, 2021
- Eriastichus tonioazofeifai Hansson, 2021
- Eriastichus velaminis Hansson, 2021
- Eriastichus vestis Hansson, 2021